# 누리안
누리안(NURIAN)은 한누리비즈의 전자사전과 PMP 브랜드다. 세상인(누리+AN), 세상을 바라보는 눈(누리+眼)이라는 두가지 뜻을 담고 있다. 한누리비즈는 1996년에 설립했다. 설립 당시에는 에이원프로의 전자 사전 유통업체였다가 2003년에 독립하여 직접 생산에 나섰다. 2006년에 누리안이라는 브랜드을 만들게 되었다. “사전 위의 사전” 이라는 구호를 표명하며, 2006년 브랜드 제작 직후 사용자 확충을 위하여 이벤트를 실시한 바가 있다. 나름 이름을 알리며 존속했지만 스마트폰을 위시로 하는 새로운 시장에 밀렸던 누리안은 2013년 7월 31일 폐업했다.
2017년까지 일부 모델은 본사와 부산센터에서 수리가 가능했지만 현재는 사이트가 존재하지 않아 수리가 불가능하다.

## 제품

### 전자사전
중국어,일본어가 따로 있는 모델은 각각의 SD 확장카드를 구매해야한다.
- R시리즈
  - R5(중국어,일본어)
  - R7
  - R7 Light
- T시리즈
  - T3
  - T5
  - T7
  - T9
  - T13
- X시리즈
  - X3
  - X5
  - X6
  - X7
  - X9
  - X10
  - X13
  - X20
  - X23
  - X30
  - X35
  - x37
  - X40
  - X50
  - x80
  - x90
- Z시리즈
  - Z1
- FX시리즈
  - FX1
- 태블릿(스마트 딕)
- v7
- v9
- v10

### PMP
- DMP
- F1 Avata